# Leo Quinteros
Leonardo Andrés Quinteros Fernández (Arica, Chile; 11 de julio de 1975), conocido como Leo Quinteros, es un cantautor y escritor chileno.

## Carrera

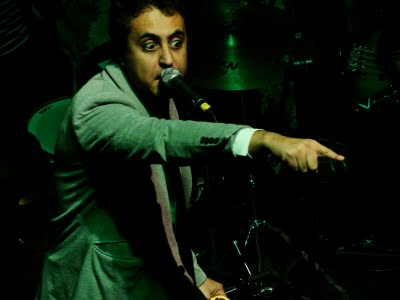
Quinteros en 2011.

Quinteros estudió Derecho en la Universidad Gabriela Mistral y puso un estudio jurídico con un amigo. Hacía asesorías y, al mismo tiempo, instaló un pequeño estudio en el departamento que arrendaba y allí se dedicaba a componer música. "Era una época en que estaba con un horario bien milico. Pasaba encerrado con pedales y un amplificador. Y todos los días ensayaba, cantaba y probaba cosas. En una exploración súper severa musicalmente. Era como hacer yoga", recordaba Quinteros en 2010.
En 2007 —cuando ya circulaban en internet canciones nuevas como «Doble plus bueno» y «La enredadera», creó su propio estudio, Andes Empire, donde a mediados de marzo empezó a grabar su nuevo disco, Los accidentes del futuro, en el cual incluyó «La enredadera», considerada una de sus mejores canciones. El disco fue catalogado como el mejor de 2007 por la revista Wikén de El Mercurio.
Luego de un tiempo donde en el cual se dedicó a su relación con la actriz Blanca Lewin, con quien tuvo su primera hija, Marina, y colaboró en la producción del disco solista de Felipe Cadenasso, volvió a las pistas trabajando con nuevas canciones con corte más roquero, dejando un poco atrás la puesta en escena folk y reemplazando por distorsiones de guitarra, sintetizadores y una temática contemporánea a los hechos tras el bicentenario y el cambio de gobierno. La masterización la encargó a los legendarios estudios Abbey Road y lanzó como adelanto el sencillo «Cheerleader», el cual tuvo buena recepción en las radios. En 2010 sale el LP Los días santos, que fue bien acogido por la crítica.
En 2015 debutó como escritor infantil al publicar El cuento del pirata comearañas y su viaje a la pizza del tesoro.
En 2016 participó como actor interpretando a "Nico" en la película Andrés lee i escribe de Daniel Peralta.

## Discografía
- 2002 - Fallando
- 2004 - 1A
- 2006 - Leo Quinteros, ahora!
- 2007 - Los accidentes del futuro
- 2010 - Los días santos
- 2013 - Antártica

### Álbumes recopilatorios
- 2006 - Primeros álbumes
- 2012 - Doble Plus Bueno

### Colectivos
- 2008 - Almácigo. Musicalización de los poemas inéditos de Gabriela
- 2009 - Primer almuerzo: sesiones para Radio Guerritas 2009
- 2009 - Rumos
- 2011 - Música x memoria